# Federico Kaiser
Federico Augusto Kaiser Depel (Dülmen, Westfalia, 24 de mayo de 1903 - Lima, 26 de septiembre de 1993), religioso católico del Sagrado Corazón, misionero en Perú, prelado de Caravelí,  obispo titular de Berrea, fundador de la Congregación de las Misioneras de Jesús, Verbo y Víctima.

## Biografía
Federico nació en Dülmen (Westfalia) en el entonces Reino de Prusia actualmente en Alemania, el 24 de mayo de 1903. Era hijo del carpintero José Kaiser y su esposa Guillermina Depel, tenía cuatro hermanos. Ingresó en el seminario de la Congregación de los Misioneros del Sagrado Corazón (MSC) el 15 de septiembre de 1924 en Herten (Westfalia), pero no pudo proseguir por motivos de salud. Tras dos años de descanso, volvió a retomarlos. El 29 de septiembre de 1926 ingresó por segunda vez al noviciado en Herten, e hizo la profesión religiosa el 30 de septiembre de 1927. Su madre falleció cuatro años antes de que se ordenara sacerdote. Un presbítero amigo le reveló que cuando estuvo enfermo, su madre ofreció al Señor su propia vida a cambio de que su hijo pudiera ordenarse sacerdote, y que Dios aceptó este sacrificio.
Fue ordenado sacerdote el 10 de agosto de 1932 a los 29 años en la catedral de Paderborn, y se dedicó a diversos ministerios pastorales en Alemania. Experimentó, con su comunidad, la persecución nazi contra la Iglesia católica. “Ya de sacerdote fue conocido por su ciencia y santidad”, señalaron las religiosas en la biografía de la página web de su congregación.

### Primeros años en Perú (1939-1957)
Partió para el Perú en 1939 en el segundo grupo de los MSC que se dirigieron a ese país para misionar. Su primer encargo pastoral fue el de director espiritual y profesor de latín y de exégesis en Huánuco (abril - agosto 1939); posteriormente  fue vicario cooperador en la parroquia de Jesús María de Ica. Más tarde se desempeñó como párroco de la parroquia de San Felipe en Orrantia / Lima, donde permaneció desde 1944 a 1948. Entre 1940 y 1943 hizo construir dos iglesias en Lima. En noviembre de 1949 se nacionalizó como ciudadano peruano. Además de su trabajo parroquial, asistió a diversas congregaciones femeninas como director espiritual. Llegó a ser Asesor nacional de la Acción Católica de la juventud femenina peruana. Inspiró y promovió el movimiento bíblico en Lima. En abril de 1957 fue nombrado superior de la comunidad de Lima de los MSC.

### Prelado y obispo en Caravelí
El 21 de noviembre de 1957 fue nombrado primer prelado de la prelatura de Caravelí. Tomó posesión canónica el 8 de marzo de 1958. En los años 50 la Santa Sede había planeado la redistribución del territorio de la arquidiócesis de Arequipa y de Ayacucho para favorecer la atención pastoral de las poblaciones desperdigadas en las montañas de los Andes. Así creó diversas prelaturas territoriales, antes llamadas "nullius", como Juli, Yauyos, Huari, etc. Caravelí, una pequeña localidad en la sierra sur del Perú a una distancia de 382 km al norte de la ciudad de Arequipa, fue elegida como sede de una de las nuevas circunscripciones, encargada a los MSC. El prelado realizó numerosos viajes pastorales por una geografía muy accidentada. En 1960 un terremoto arrasó el pueblo de Caravelí. El prelado se prodigó en cuidados para atender a la población (conseguir alojamiento, víveres, etc.). El 29 de octubre de 1963, el P. Kaiser fue elegido obispo titular de Berrea (cuya sede se encuentra vacante en la actualidad) y consagrado el 7 de diciembre de ese año, siendo el lema de su escudo “Jesús Verbo y Víctima”. Participó en el Concilio Vaticano II como padre conciliar.

### La fundación de las Misioneras de Jesús Verbo y Víctima
Debido a la imposibilidad de atención sacerdotal de los pueblos de la sierra andina, aislados y carentes de seguimiento, ideó una Congregación de religiosas misioneras: la Congregación de las Misioneras de Jesús Verbo y Víctima (MJVV), fundada como Pía Unión el 22 de junio de 1961, que es de derecho pontificio. Su misión es atender pastoralmente las comunidades más alejadas y totalmente carentes de seguimiento sacerdotal, dependiendo del obispo para lo referente a la cura de almas. Elaboró los estatutos de esta utilizando los escritos de sus años de experiencia como director espiritual de varias religiosas. “Yo mismo no sé por qué los iba escribiendo”, solía decir. Para la fundación el P. Kaiser contó con la permanente colaboración de la Madre Teresa Bonefeld Wilibrordis Griese (1907-2002), que se convirtió en cofundadora. 

### Últimos años (1971-1993)
En 1971 presentó la renuncia al obispado por motivos de salud; su dimisión efectiva se produjo el 25 de mayo de ese año. Desde ese momento se dedicó casi exclusivamente al gobierno y formación de las MJVV. Murió en Lima el 26 de septiembre de 1993 a los 90 años de edad y está sepultado en el Convento Cenáculo de Caravelí en Arequipa casa madre de las MJVV, reposando en un mausoleo junto a la madre Wilibrordis.

### Causa de Beatificación
El viernes 28 de septiembre de 2018 se abrió en Lima, la fase diocesana del proceso de beatificación de Mons. Federico Kaiser Depel, fundador de la congregación de las Misioneras de Jesús, Verbo y Víctima.
La ceremonia se realizó en el seminario Santo Toribio de Mogrovejo. Estuvieron presentes el Arzobispo de Lima y Primado del Perú, Cardenal Juan Luis Cipriani; el Canciller de la arquidiócesis de Lima, P. Jaime Jesús Calvo Zárate; la superiora de las Misioneras Jesús Verbo y Víctima, Hermana María Jacinta; y la postuladora de la causa, la Madre María Inmaculada.
El Cardenal Cipriani manifestó su alegría por la apertura del proceso, ya que “la razón de ser de la Iglesia, es la llamada a la santidad”. Aseguró que la respuesta generosa, libre y heroica a ese llamado “hace que se confirme la Santidad”.
En ese sentido, dijo que en el caso de Mons. Kaiser “podemos decir que por sus frutos los conoceréis”.
“La Congregación Jesús Verbo y Víctima recorre el país, impartiendo catequesis casa por casa, con amor a la Eucaristía. Ellas han hecho que la santidad de Mons. Kaiser brille”, afirmó el Purpurado.
“Recorremos la vida de un hombre que ilumina la vida de millones. Dios quiere que en esa multitud de santos aparezcan santos que iluminan épocas de la Iglesia con una luz muy fuerte”, prosiguió.
También elevó sus oraciones para que “este proceso arribe a buen puerto para poder verlo beatificado (a Mons. Kaiser)”.
Cuando terminó la ceremonia de apertura, los fieles presentes rezaron la oración a Mons. Kaiser para la devoción privada.

### Obras de Federico Kaiser
- Vamos a Jesús, Lima 1980.
- Te llama la Biblia. Sesator, Lima 1982, 2ª ed.
- Los Evangelios sinópticos en símbolo. Sesator, Lima 1982.
- Estrellitas, aforismos y poesías, Lima 1982.
- Der Ruf aus den Anden. Bonifatius – Druckerei, Paderborn 1988.
- Vamos con María. Editorial Salesiana, Lima 1991.
- Contesta la Biblia. Editorial Salesiana, Lima 1989, 5ª ed.
- El Mensaje Bíblico. Editorial Andina, Lima 1993, 3ª ed.

### Estudios
- Aubert, Roger, Kaiser Depel (Friedrich), en Aubert, Robert y J.-P. Hendrickx, Dictionnaire d'histoire et de géographie ecclésiastiques, vol. 28, Letouzey et Ané, Paris 2002, p. 754.
- Capecci, V., Kaiser Depel Friedrich, en Pelliccia, Guerrino y Giancarlo Rocca, Dizionario degli Istituti di perfezione, vol. 5, Edizioni Paoline, Roma 1978, p. 332.
- Capecci, V., Missionarie di Gesù verbo e Vittima, en Pelliccia, Guerrino y Giancarlo Rocca, Dizionario degli Istituti di perfezione, vol. 5, Edizioni Paoline, Roma 1978, p. 1559.
- Gómez MJVV, Rosa y Vilma Herrera MJVV, El carisma fundacional de las Misioneras de Jesús Verbo y Víctima a la luz de las constituciones, pro manuscripto. Pontificia Universidad Urbaniana, Instituto de Catequesis Misionera, Roma 1984.